# Glipa latenotata
Glipa latenotata es una especie de coleóptero de la familia Mordellidae.

## Distribución geográfica
Habita en Mysol.